# Arthur Westover
Arthur Westover (n. 9 mai 1864, Sutton⁠(d), provincia Québec, Canada – d. 14 august 1935, Cowansville⁠(d), provincia Québec, Canada) a fost un trăgător de tir ce a reprezentat Canada, medaliat olimpic. A participat la o ediție a Jocurilor Olimpice (1908) în care a câștigat o medalie de argint.

## Participări
Lista de mai jos prezintă principalele competiții la care a participat Arthur Westover de-a lungul carierei.
- shooting at the 1908 Summer Olympics – men's trap, team[*]